# Conus fumigatus
Conus fumigatus é uma espécie de gastrópode do gênero Conus, pertencente à família Conidae.